# Vatersham

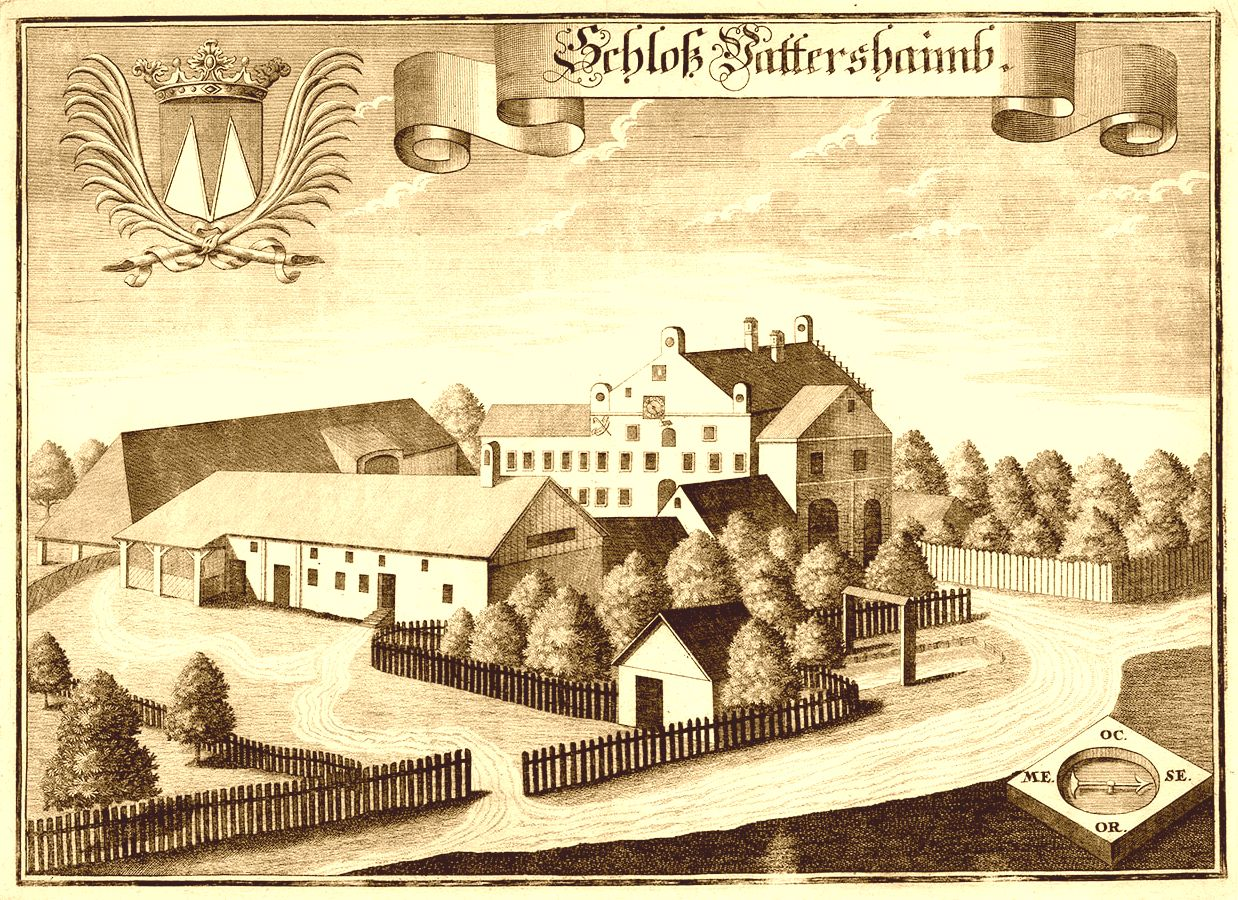
Schloss Vatersham nach einem Stich von Michael Wening (um 1726)

Vatersham ist ein Weiler und ein Gutshof in Oberbergkirchen, einer Gemeinde im oberbayerischen Landkreis Mühldorf am Inn.

## Geographie
Vatersham befindet sich ca. 2,5 km nördlich von Oberbergkirchen. Der Gutshof in Vatersham liegt dabei an der Kreisstraße MÜ28.

## Geschichte
Die ersten bekannten Besitzer eines Adelssitzes in Vatersham („Vattershaimb“)1386 Martin der Katzpeck, 1399 Eberhart und Ortolf die Grewl, 1408 Eberhard der Grewl, 1461 Wilhelm Greul und um 1490 Georg Greul. Ab 1521 wechselt der Besitz an die Riemhofer zu Haselbach. Georg Riemhofer zu Haselbach und Vatersham war von 1523 bis 1555 Propsteirichter (Hofmarksrichter) in der Irlschaft. Christoph Riemhofer zu Vatersham und Haslbach war 1607 und 1609 herzoglicher Pfleger in Vilsbiburg und Gangkofen. Johann Ludwig Riemhofer zu Vatersham und Haselbach, „wohledl geborene churbayerische Rat zu Landshut“ erwarb zusätzlich 1641 die Hofmark Steeg und 1649 den Hof und Edelmannsitz in Dötzkirchen. 
Sein Sohn Albrecht Sigismund von Riemhofen erwarb am 24. März 1683 den Sitz „Wurmbshamb“. 1695 ließ Albrecht Sigismund einen Neubau an Stelle des alten Schlosses in Wurmsham errichten. Er zog nach der Fertigstellung des Schloss-Neubaus von Vatersham in das neue Schloss nach Wurmsham. Seine Frau, Katharina Franziska Riemhofer, geborene Trainer, starb am 26. März 1710; auch seine Kinder waren schon früh verstorben. Albrecht Siegmund selbst verstarb am 9. August 1719. Nach längeren Erbauseinandersetzungen kamen Wurmsham und Vatersham zuerst an die Stöckl von Hertenberg und dann an die Ammann (Amon) von Au, zu Ellenbach und Wurmsham. 1722 hat Johann Ferdinand Alois Freiherr von Wager Wurmsham und Vatersham erworben. 1730 kam die Hofmark an die Grafen von Törring zu Jettenbach. Zwischen 1752 und 1767 war Graf Maximilian von Törring Besitzer von Wurmsham und Vatersham. Die Törring verkauften am 5. Dezember 1786 den Besitz an Maria Josepha Gräfin von der Wahl, geborene Neuhaus auf Zangberg, und ihren Schwager Franz Xaver Reichsgraf von der Wahl auf Aurolzmünster. Nachdem Franz Xaver 1791 verstorben war, erhielt Maria Josepha das Schloss Wurmsham zum Alleineigentum. Sie war sehr vermögend, zu ihrem Besitz gehörten neben Vatersham und Wurmsham auch Salmanskirchen, Schönberg, Oberbergkirchen, Binabiburg und Zangberg sowie die Hofmarken Walkersaich und Schwindach (heute ein Gemeindeteil von Schwindegg). Sie starb 1807 als Witwe ohne Nachkommen. 
Von 1808 bis 1811 waren die Güter bei der Patrimonialverwaltung der gräflich Wahl‘schen Erben. Durch eine Erbverbindung kamen Wurmsham und Vatersham 1811 an Joseph Mathias Albert Graf von Taufkirchen an der Vils, Herr auf Aurolzmünster, Katzenberg und Zangberg. Dieser verarmte bei seinen nicht erfolgreichen alchimistischen Versuchen, Gold zu machen. Franz Graf von Deroy, der das Thronlehen Zangberg 1818 um 380.000 Gulden erworben hatte, errichtete am 3. Juni 1820 das Patrimonialgericht II. Klasse Zangberg, das auch für Vatersham zuständig war. Dieses wurde als Folge der Revolution 1848 aufgelöst.  In den Folgejahren wurde der Besitz aufgeteilt.
Das 1648 errichtete Schloss in Vatersham war über die Jahrhunderte zu einem pferdelandwirtschaftlichen Gutshof (Schlossbauer) zurückgebaut worden. Es wird seit 2018 in Anlehnung seines ursprünglichen Aussehens umgebaut und befindet sich in Privatbesitz.
Untertägige Reste der Bebauung sind als Bodendenkmal Nr. 539609 „Untertägige spätmittelalterliche und frühneuzeitliche Befunde im Bereich des ehem. Schlosses Vatersham und seiner Vorgängerbauten“ (Aktennummer: D-1-7640-0047) erfasst.